# フンジュン
フンジュン（Foundiougne）は、セネガル共和国ファティック州フンジュン県の町。フンジュン県の県都。
ファティックから南に約22kmのダッホンガからフェリーで10分。サルーム川南岸に位置する。カオラックからは陸路で行ける。
毎週火曜日に定期市が開かれる。漁業が盛んで、特にエビ漁が中心である。殻剥きおよび、氷詰めも行っている。

## 姉妹都市
- Martignas-sur-Jalle（フランス）